# لويس موسكيرا
لويس موسكيرا (بالإسبانية: Luis Mosquera) هو لاعب كرة قدم ومدرب كرة قدم تشيلي في مركز الدفاع، ولد في 3 أكتوبر 1959. شارك مع منتخب تشيلي لكرة القدم. أما مع النوادي، فقد لعب مع نادي أونيفرسيداد دي تشيلي ونادي مونتيري.

## وصلات خارجية
- لويس موسكيرا على موقع الاتحاد الدولي (مؤرشف)  (الإنجليزية)
- لويس موسكيرا على موقع ناشيونال فوتبول تيمز (الإنجليزية)
- لويس موسكيرا على موقع عالم كرة القدم.نت (الإنجليزية)
- لويس موسكيرا على موقع أوليمبيديا (الإنجليزية)